# Кагіяма Юма
Юма Кагіяма (5 травня 2003 , Йокогама ) — японський фігурист, що виступає в одиночному катанні, двократний срібний призер Олімпійських ігор, призер чемпіонатів світу.